# Leonardo Castellani
Leonardo Castellani (Reconquista, Santa Fe, 16 de noviembre de 1899-Buenos Aires, 15 de marzo de 1981) fue un sacerdote católico argentino, escritor y periodista, autor de ensayos religiosos, filosóficos y sociopolíticos, así como de novelas, cuentos y poesía.

## Biografía
Nació en Reconquista (Santa Fe), el 16 de noviembre de 1899, hijo mayor de Luis Héctor Castellani (periodista y dirigente del radicalismo local) y de Catalina Contepomi. Su primera formación transcurrió en esa provincia, en el Colegio de la Inmaculada, y más tarde en Córdoba, donde ingresó al noviciado jesuita en 1918.
Prosiguió sus estudios en Buenos Aires, en el Colegio del Salvador, donde además ejerció la docencia y simultáneamente en el Seminario de Villa Devoto. En esta época escribió las fábulas que integrarían su primer libro: Camperas: Bichos y personas, el cual fue encomiado por Hugo Wast, seudónimo literario de Gustavo Martínez Zuviría. 
En 1929 viajó a Roma para proseguir su formación, donde, en 1931 fue ordenado sacerdote en la iglesia de San Ignacio de Loyola en Campo Marzio, por el cardenal Francesco Marchetti-Selvaggiani, entonces vicario general para la diócesis de Roma. En la Universidad Gregoriana estudió Filosofía y Teología, y luego estudió Psicología en la Sorbona. Entre sus maestros e influencias se contaron, entre otros, Joseph Maréchal, Marcel Jousse y Georges Dumas; pero la principal de todas fue la del cardenal Louis Billot, S.J.:

Yo estudié toda la teología con las obras del cardenal Billot.

También conoció personalmente a Jacques Maritain y Paul Claudel. Asimismo, viajó por Inglaterra, Austria, Alemania y el norte de Italia, donde se interesó por la educación y la psicología.
En 1935 volvió a la Argentina y retomó su actividad como docente, escritor y periodista; escribió más de 12 libros y tradujo la primera parte de la Suma Teológica. De esta época datan los cuentos reunidos en 'Historias del Norte Bravo', 'Martita ofelia y otros cuentos de fantasmas', 'Las muertes del Padre Metri'; ensayos y artículos reunidos en 'Las canciones de Militis', 'Crítica literaria', 'El nuevo gobierno de Sancho'. Participó activamente en revistas y diarios (religiosas como Estudios y Criterio, de interés general como La Nación, La Prensa y otros del interior, en todos ellos con el seudónimo: Jerónimo del Rey, o políticos como Cabildo y, su continuación, Tribuna, donde utilizó el seudónimo Militis Militorum). La Facultad de Filosofía y Letras de la Universidad de Buenos Aires publicó su ensayo sobre San Agustín y Descartes, y la de Medicina de la Universidad de La Plata, uno sobre psicología cartesiana.
Devino rápidamente un referente del catolicismo de orientación antiliberal, y cultivó amistades en esos ámbitos: Ernesto Palacio, Ramón Doll, Lautaro Durañona y Vedia, Alberto Graffigna. En las elecciones de 1946, a pedido de sus amigos y sin permiso de sus superiores jesuitas, fue candidato a diputado por la Alianza Libertadora Nacionalista - sin embargo años más tarde afirmó: «Yo no soy nacionalista, porque no he querido meterme en política nunca. No la he entendido tampoco.»
Por éstos y otros motivos, como las llamadas Cartas Provinciales, la relación con su orden se tornó muy conflictiva siendo amonestado por el Padre Provincial Tomás Travi. A fines de 1946 viajó por propia iniciativa a Roma para explicarse con el Padre General de la Compañía de Jesús, Jean-Baptiste Janssens, pero fue mal recibido e intimado a recluirse en un hospicio en Manresa (España). Estuvo allí dos años, hasta que se fugó rumbo a la Argentina. A poco de llegar, el 18 de octubre de 1949, fue formalmente expulsado como jesuita y suspendido a divinis en su ministerio sacerdotal. Todo este episodio resultó extremadamente traumático para Castellani e influyó mucho en su pensamiento y obra posterior.
En 1950 fue acogido por el obispo de Salta, Monseñor Roberto José Tavella, y  vivió en esa ciudad hasta 1952. En aquellos años retomó la amistad con el escritor santafesino Horacio Caillet-Bois. En 1953 se instaló en Buenos Aires, en un departamento de Constitución donde vivió hasta su muerte, gracias a dinero facilitado por sus amigos Enrique von Grolman y Florencio Gamallo. Durante la segunda mitad de la década del 50 colaboró con el semanario Rebeldía, dirigido por Hernán Benítez, sacerdote peronista, la publicación fue varias veces censurada por el régimen dictatorial de Pedro Eugenio Aramburu y finalmente clausurada, lo que le valió una fuerte persecución. El período más difícil de su vida ha pasado, y aunque las heridas no cerrarán nunca, comienza a ordenar sus papeles e inicia una nueva etapa en su producción intelectual, que se revelará aún más productiva y profunda que la primera.
En este tiempo escribió: «El apokalipsis (sic) de San Juan», «¿Cristo vuelve o no vuelve?», «El ruiseñor fusilado/El místico» , «Los papeles de Benjamín Benavídez», «El evangelio de Jesucristo», «Las parábolas de Cristo» y «Su majestad Dulcinea».
Finalmente viajó a España en 1956
En 1961, el párroco de Santa Elisa, Héctor Herráez le permite celebrar misa allí y, luego, en la parroquia del Tránsito de la Santísima Virgen cuando éste es trasladado. En 1962 y 1963, Ediciones Paulinas publicó algunos de sus libros. Finalmente, en 1966 se le restituyó el ministerio sacerdotal en pleno, sin condiciones, reservas o retractaciones. 
En estos años no cesó de escribir, principalmente libros de temática religiosa, pero también poesía, novelas, cuentos policiales ("Las 9 muertes del padre Metri" y "El crimen de Ducadelia y otros cuentos del trío") y ensayos varios. Publicó artículos periodísticos en las revistas Mayoría, Dinámica Social, Azul y Blanco, Verbo, etc., y dictó numerosos cursos y conferencias, en lugares tan disímiles como la Universidad Nacional de Tucumán, el Teatro del Pueblo o la Librería Huemul.
En 1967 fundó la revista Jauja y la dirigió durante sus tres años de existencia. El fin de la revista Jauja coincide con el fin de una década en que se produjeron intensos cambios sociales. Castellani, sin dejar de ser un referente entre los sectores más tradicionales del catolicismo, y una figura destacada del nacionalismo argentino, se aparta cada vez más de la actividad política y, en general, de la sociedad. Volcado a su interioridad religiosa, su actividad se limita a escribir libros y dar conferencias. Profesa una gran devoción por el filósofo luterano Soren Kierkegaard, a quien llama "mi hermano danés". A él le dedica 'De Kierkegord a Tomás de Aquino', uno de los principales libros de la última etapa de su vida.
En 1971, el Padre Provincial jesuita Ricardo O'Farrell ofreció la reintegración de Castellani a la Compañía de Jesús, pero él la rechazó.
El 19 de mayo de 1976 fue invitado, junto con los escritores Jorge Luis Borges, Ernesto Sabato y Horacio Ratti, a un almuerzo en la Casa Rosada con Jorge Rafael Videla, dictador de Argentina tras el golpe del 24 de marzo. En ella Castellani pidió —infructuosamente— por la vida de Haroldo Conti, escritor que había sido recientemente secuestrado y estaba desaparecido.
Falleció el 15 de marzo de 1981 en la ciudad de Buenos Aires.

## Ideología
Se opuso tanto al liberalismo como al comunismo:

El comunismo es un gran mal, no sólo por la rapiña y destrucción de los bienes, como pondera La Prensa, sino por la destrucción de la persona humana y su alma. Es terrible que los comunistas quemen iglesias y aun a cristianos vivos. Pero es terrible también que los gobiernos liberales toleren alegremente que sea explotado, corrompido y descristianado el pobre. Si me preguntasen cuál de los dos es más terrible, diría que sub spiecie aeternitatis es más terrible la segunda; entre otras cosas; entre otras cosas, por ser la causa de la primera. Los desalmados que en Madrid o Valencia asesinaron burgueses y violaron religiosas, ¿por quién fueron desalmados, s'il vous plaît, señor politicón pomposo?

Sobre las causas de la Guerra civil española escribió:

Toda esa sangre de cristianas venas (porque también marxistas españoles tienen sangre -y quizá algunos alma- de bautizados) ha sido reclamada ante Dios por una grande pirámide de pecados previos contra el pobre, de pecados contra el hermano, de pecados contra el débil, de pecados contra el niño, de pecados contra Dios. De pecados de esos que dice la Escritura claman al cielo. Y no me parece imposible que en esa mole de pecados que ahora se lava en sangre estuviesen también representados algunos de los que ahora más vociferan "¡Guerra santa, guerra santa, guerra santa!"

También se opuso al fariseísmo, entendido como el legalismo y formalismo aplicado a la religión, al cual llegó a calificar de «aberración del sentimiento religioso».

Habría que poder ver desde aquí (y es imposible) por qué una parte del admirable pueblo español (que se confunde con la esencia del catolicismo, según un escritor español), por qué una parte grande del pueblo pobre de España se puso de golpe a odiar a Dios, sañudamente a querer destruir a Dios, es decir los sacerdotes, monjes, templos, cálices, crucifijos, imágenes; las imágenes terrenas de Dios.(...)Habría que hablar del fariseísmo, de esa sutil enfermedad del instinto religioso llamado llamada fariseísmo.

Ha ejercido una enorme influencia en el escritor español Juan Manuel de Prada, quien le dedica un tercio de su obra Raros como yo, que trata de escritores injustamente olvidados y/o malditos:

Leonardo Castellani es un escritor extraordinariamente vigoroso, dotado por igual para la diatriba y el pensamiento sentencioso, la sátira y la exégesis bíblica, con un estilo que nace de manantiales cervantinos para discurrir, en arrebatado torrente, por todos los géneros: novela y ensayo, poesía y crítica literaria, cuento policial y artículo de prensa. Apasionado polemista, formidable detractor de la modernidad, poeta con un áspero ramalazo profético, profeta con un ensimismado ramalazo lírico, Castellani es sobre todo un campeón de la ortodoxia, única forma posible de heterodoxia en nuestra época.

En mi existencia de lector he saboreado muchos deslumbramientos; pero ninguno tan perdurable como el que me proporcionó el argentino Leonardo Castellani. Con legítimo orgullo, puedo confesar que si hoy no soy un escritor sistémico, ni un católico chirle al uso, se lo debo a este gran maldito, que con todos se peleó salvo con Dios. También sin asomo de hipérbole, puedo añadir que, si he mantenido el entusiasmo por mi vocación en medio de tantas zancadillas y puñaladas traperas, ha sido gracias al ejemplo de este escritor duro y precioso como un diamante que supo sobreponerse a todas las penurias y animosidades. Y puede que aún conserve la fe gracias a su influjo benéfico. Castellani ha sido mi faro en las noches oscuras del alma, mi consuelo en la tribulación, mi guía en la pesquisa de la verdad, mi profesor de energía, mi protección contra los sobornos mundanos y mi intercesor en el cielo; pues un pecador recalcitrante necesita un abogado pugnaz como Castellani.

## Obras principales

### Ensayo
Religión:
- Cristo ¿vuelve o no vuelve? (1951)
- El ruiseñor fusilado (El místico) (1952) Ensayos y una obra teatral.
- El Evangelio de Jesucristo (1957)
- Las parábolas de Cristo (1959)
- Doce parábolas cimarronas (1960)
- El Apokalypsis de San Juan (1963)
- Domingueras prédicas (1997) Recopilación póstuma de sermones.
- Domingueras prédicas II (1998) id.
- Cristo y los fariseos (1999) Varios ensayos y cartas (entre 1940 y 1950).

Filosofía, psicología:
- La catharsis catholique dans les exercises spirituels d'Ignace de Loyola (1934) Edición en español: 1991.
- Conversación y crítica filosófica (1941)
- Suma teológica - Santo Tomás de Aquino (1944) Revisión, traducción parcial y comentario de los primeros tomos.
- De Kierkegaard a Tomás de Aquino (1973)
- Psicología humana (1995) Conferencias de 1953.
- Freud (1996) Conferencias varias. Incluye Freud en cifra, otra recopilación de 1966.
- San Agustín y nosotros (2000) Conferencias de 1954.

Política, crítica literaria y actualidad:
- La reforma de la enseñanza (1939)
- El nuevo gobierno de Sancho (1942)
- Las canciones de Militis (1945) Reeditado en 1973 con el agregado de Seis ensayos y tres cartas.
- Crítica Literaria (1945) Reeditado en 1974 con el agregado de Notas a caballo de un país en crisis.
- Lugones. Sentir la Argentina (1964)
- Decíamos ayer (1968) Artículos en el periódico Cabildo, antes de 1946.
- Nueva crítica Literaria (1976)
- Las ideas de mi tío el cura (1984) Artículos publicados entre 1933 y 1945.
- Castellani por Castellani (1999) Selección de textos, algunos inéditos.
- Un país de Jauja (1999) Recopilación de sus textos en la revista Jauja (1967-1969)

### Ficción
- Bichos y personas (Camperas) (1931)
- Historias del Norte bravo (1936)
- Martita Ofelia y otros cuentos de fantasmas (1939)
- Las muertes del Padre Metri (1942)
- Los papeles de Benjamín Benavides (1954) La edición de 1978 trae agregados.
- Su majestad Dulcinea (1956)
- El enigma del fantasma en coche (1958)
- El crimen de Ducadelia y otros cuentos del trío (1959)
- Juan XXIII (XXIV) (1964)

### Poesía
- El libro de las oraciones (1951)
- La muerte de Martín Fierro (1953)